# Volumenlizenz
Eine Volumenlizenz ist ein Lizenzierungsmodell für kostenpflichtige Software, das den Erwerb und die Nutzung von mehreren Lizenzen bzw. eine Mehrfachlizenzierung ermöglicht. Bei Serversoftware unterscheidet man zwischen der Pro-Server-Lizenz, bei der die Zahl der maximal gleichzeitig auf den Server zugriffsberechtigten Arbeitsplätze festgelegt ist, und der Pro-Arbeitsplatz-Lizenz, bei der jeder Arbeitsplatz oder Benutzer, der auf den Server zugreifen kann, eine Lizenz benötigt.